# Colossal Order
Colossal Order är ett finskt spelutvecklingsföretag som utvecklar simulationsdatorspel. De har utvecklat spelserien Cities in Motion samt stadsbyggarspelet Cities: Skylines.

## Spel
- Cities in Motion (2011)
- Cities in Motion 2 (2013)
- Cities: Skylines (2015)
- Cities: Skylines II (2023)